# Antialcidas trifoliaceus
Antialcidas trifoliaceus är en insektsart som beskrevs av Walker. Antialcidas trifoliaceus ingår i släktet Antialcidas och familjen hornstritar. Inga underarter finns listade i Catalogue of Life.